# ماونت لورل، نیوجرسی
ماونت لورل (به انگلیسی: Mount Laurel Township) شهری در ایالت نیوجرسی کشور ایالات متحده آمریکا است که جمعیت آن در سرشماری سال ۲۰۱۰ میلادی، ۴۱٬۸۶۴ نفر بوده‌است.